# Biovar
Les biovars sont des souches bactériennes procaryotes  (ou plus généralement  des micro-organismes) qui se distinguent par différentes propriétés biochimiques des autres souches d'une espèce particulière,
Les morphovars (ou morphotypes) sont des souches qui diffèrent morphologiquement. Les sérovars (ou sérotypes) sont des souches qui ont des propriétés antigéniques qui diffèrent des autres souches.